# Црква Сабора Светог архангела Гаврила у Севојну
Црква Сабора Светог архангела Гаврила у Севојну, на територији града Ужица, подигнута је у периоду од 1901. до 1909. године и припада Епархији жичкој Српске православне цркве.
Црква је саграђена залагањем свештеника Лазара Лапчевића, као једнобродна грађевина, са звоником призиданим испред западног улаза и кровом на две воде. Црква је првобитно подигнута без звоника који је дозидан тек 1932. године. Завршио га је предузимач и ктитор Босиљчић из Шапца, рођен у Горјанцима. За храм је, Јарослав Кратина, сликар из Београда, урадио је 17 зидних слика и неколико посебних икона.
Захваљујући свештенику Лазару Лапчевићу сачувани су црквени протоколи који почињу још од 3. априла 1837. године и воде се до данас. Из протокола се, на пример, види да је Тома Милићевић био свестеник у старој цркви брвнари од 1837. до 1860. године.